# Lago di Pilato
Het Lago di Pilato (Meer van Pilatus) is een klein bergmeer in het bergmassief Nationaal Park Monti Sibillini in Italië. Het meer ligt op een hoogte van 1941 meter boven de zeespiegel.
Het meer ligt naast de 2476 meter hoge Monte Vettore, de hoogste berg in het bergmassief, dicht bij de grens van de twee Italiaanse regio's Umbrië en Marche.
Het meer heeft een maximale diepte van 9 meter. In het meer leeft onder andere een zeer zeldzame soort zoetwatergarnalen (Chirocephalus marchesonii).